# Cambounet-sur-le-Sor
 Cambounet-sur-le-Sor là một xã trong tỉnh Tarn thuộc vùng Occitanie ở miền nam nước Pháp. Xã này nằm ở khu vực có độ cao trung bình 170 mét trên mực nước biển.